# Ateliér nových médií

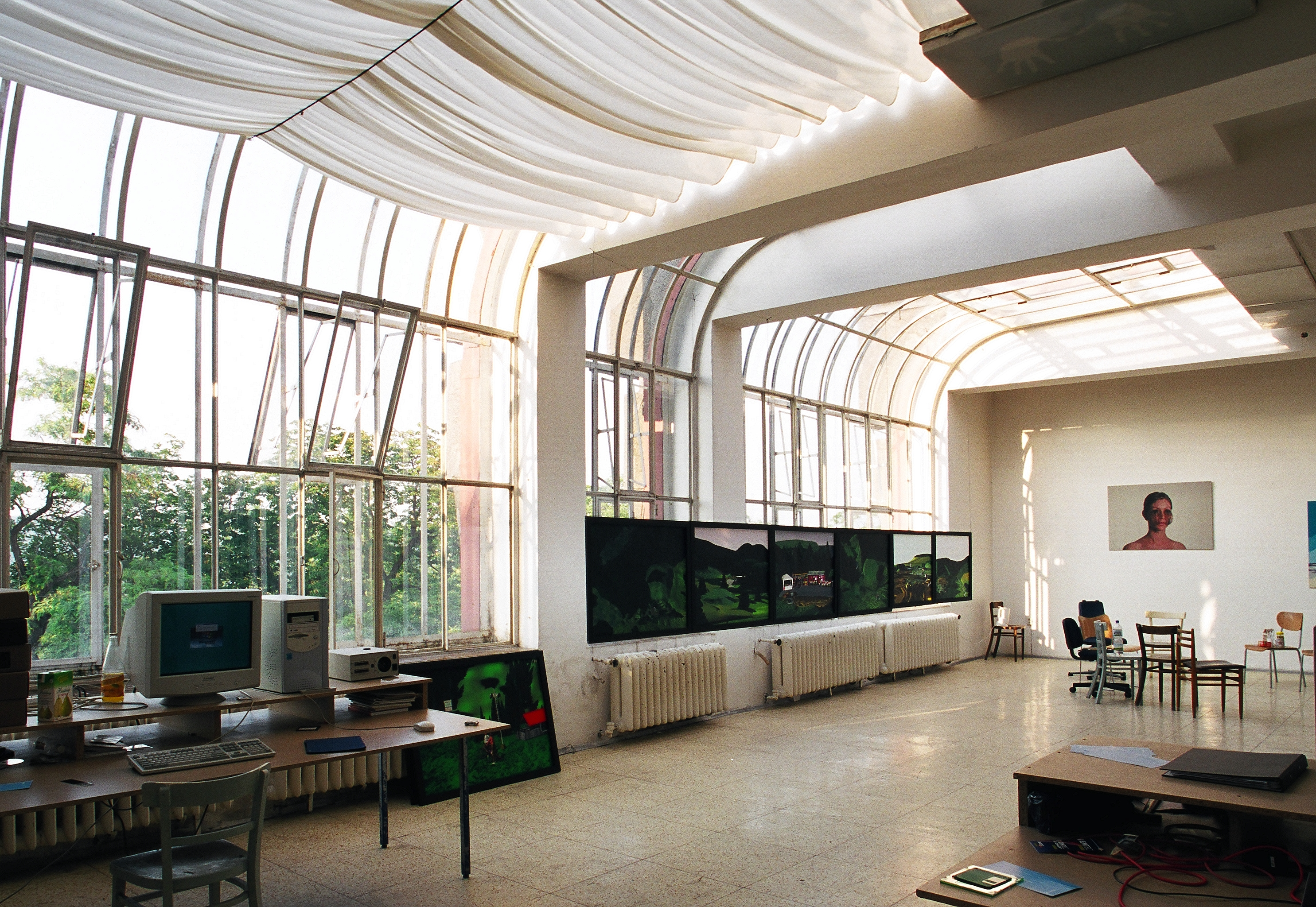
Ateliér nových médií AVU v roce 2003

Ateliér nových médií či Škola nových médií je jeden z uměleckých ateliérů na Akademii výtvarných umění v Praze sídlící v budově Školy architektury. 

## Historie
Škola nových médií I. patří k nejmladším oborům na AVU. Byla založena v roce 1991 profesorem Michaelem Bielickým ve spolupráci s „otcem videoartu“ Nam Junem Paikem jako první škola svého druhu v ČR. Ideovým východiskem ateliéru byla reakce na masivní nástup technologií, výrazně se odrážející i ve výtvarném umění, v důsledku čehož se mění nejenom jeho používané technické prostředky, ale také umělecké předpoklady a především kreativní přístupy. Od počátku svého fungování je Škola nových médií I. profilovaná na experimentální práci s technologiemi, analogovými a digitálními médii a na inovativní způsoby zacházení s uměleckým konceptem.

## Současnost
Ateliér má charakteristiku novomediální laboratoře, ve které mají studenti příležitost se naučit používat technologie v umělecké praxi, ale taky dozvědět se o tom, jaké jsou strategie a výhody prosazení se v dnešním komplexním uměleckém, ale i informačním prostředí. Důležitým aspektem výuky je podnítit zájem studentů k uvědomění si sociální a politické odpovědnosti, kterou jako umělci pracující s novými médii mají.
Hlavním záměrem Školy nových médií I. je vytvořit příležitost ke tvořivé práci a vývoji pro nejmladší autory pracující s digitálními technologiemi, s reflexí média anebo odkazující na různé aspekty digitálního světa. Další ambicí ateliéru je motivovat mladé lidi k novým myšlenkám, vizím a pohledům na výtvarné umění. V neposlední řadě bychom chtěli artikulovat potřebu mluvit a pracovat v ČR v oblasti nových médií, obohatit tuto důležitou oblast jak po technické, tak po teoretické stránce a nabídnout výtvarný zážitek širokému spektru veřejnosti za použití nejprogresivnějších zobrazovacích technologií.